# Lars Arvid Nilsen
Lars Arvid Nilsen (ur. 15 kwietnia 1965 w Notodden) – norweski lekkoatleta, specjalizujący się w pchnięciu kulą.
W 1992 został zdyskwalifikowany za stosowanie niedozwolonych środków dopingujących.

## Sukcesy sportowe
- dwukrotny mistrz Norwegii w pchnięciu kulą – 1989, 1991[2]
- dwukrotny halowy mistrz Norwegii w pchnięciu kulą – 1990, 1992[3]

| Rok  | Miasto       | Zawody                    | Konkurencja    | Wynik         |
| ---- | ------------ | ------------------------- | -------------- | ------------- |
| 1986 | Stuttgart    | mistrzostwa Europy        | pchnięcie kulą | 5. miejsce    |
| 1987 | Indianapolis | halowe mistrzostwa świata | pchnięcie kulą | 5. miejsce    |
| 1989 | Duisburg     | letnia uniwersjada        | pchnięcie kulą | złoty medal   |
| 1990 | Split        | mistrzostwa Europy        | pchnięcie kulą | 6. miejsce    |
| 1991 | Sewilla      | halowe mistrzostwa świata | pchnięcie kulą | 5. miejsce    |
| 1991 | Tokio        | mistrzostwa świata        | pchnięcie kulą | srebrny medal |
| 1992 | Genua        | halowe mistrzostwa świata | pchnięcie kulą | 7. miejsce    |

## Rekordy życiowe
- pchnięcie kulą – 21,22 – Indianapolis 06/06/1986 (rekord Norwegii)
- pchnięcie kulą (hala) – 20,39 – Lubbock 28/02/1987